# Georg Baron Manteuffel-Szoege

Georg Baron Manteuffel-Szoege

Georg Friedrich Heinrich Karl Baron von Manteuffel genannt Szoege (* 7. März 1889 in Montreux, Schweiz; † 8. Juni 1962 in Bad Godesberg) war ein deutscher Politiker der CSU und Vertriebenenfunktionär. Von 1953 bis zu seinem Tod war er Mitglied des Deutschen Bundestages. Zudem war er von 1950 bis 1962 erster Vorsitzender der Deutsch-Baltischen Landsmannschaft sowie von 1954 bis 1958 Vorsitzender des Verbandes der Landsmannschaften bzw. Ko-Präsident des Bundes der Vertriebenen.

## Leben
Georg Baron Manteuffel-Szoege entstammte dem deutschbaltischen Adelsgeschlecht von Manteuffel genannt Szoege. Seine Eltern waren der Jurist und Kreismarschall von Grobin Georg von Manteuffel-Szoege (1862–1919) und Sophie geb. Gräfin von Rüdiger (1866–1949). Er hatte zwei Geschwister, die Brüder Heinrich (1893–1946) und den Offizier Hans Baron Manteuffel-Szoege (1894–1919). Manteuffel-Szoege wuchs auf dem Gut Kapsehden bei Liepāja (Libau) im damals zum Russischen Reich gehörenden Gouvernement Kurland auf, wo sein Vater 20.000 Hektar an Ackerland besaß. Er wurde zunächst durch Hauslehrer unterrichtet und besuchte dann das Gymnasium in Riga.
Nach dem Abitur studierte er von 1909 bis 1913 an der Friedrichs-Universität Halle und der Ruprecht-Karls-Universität Heidelberg Geschichte und Wirtschaftswissenschaften. Er wurde 1910 im Corps Saxo-Borussia Heidelberg aktiv und bewährte sich als Consenior. 1913 wurde er in Heidelberg mit einer Arbeit über das landwirtschaftliche Kreditwesen in Kurland zum Dr. phil. promoviert. Anschließend reiste er durch Europa und Nordafrika. 1914/15 sammelte er beim Kurländischen Kreditverein erste berufliche Erfahrungen. Danach war er bis 1918 Sekretär der Delegation der Kurländischen Ritterschaft in Berlin und arbeitete zudem für das deutsche Genossenschaftswesen in Posen. Nach dem Ersten Weltkrieg diente Manteuffel-Szoege von 1918 bis 1920 als Freiwilliger in der Baltischen Landwehr, die im Lettischen Unabhängigkeitskrieg gegen die Rote Armee der Bolschewiki kämpfte. Zudem war er Mitglied des Baltischen Nationalausschusses. Manteuffel-Szoeges jüngerer Bruder Hans gehörte ebenfalls der Baltischen Landwehr an; als Kommandeur des Stoßtrupps stürzte er im April 1919 die Regierung des Lettischen Volksrats von Kārlis Ulmanis. Er starb wenige Wochen später bei der Eroberung Rigas. Im November 1919 wurde ihr Vater von Letten ermordet.
Nach seiner Beteiligung an dem gescheiterten Putsch der Deutsch-Balten musste Manteuffel-Szoege Lettland verlassen. Von 1921 bis 1939 widmete er sich der Verwaltung des Familienbesitzes seiner Mutter in Zabłudów bei Białystok in Polen. Von 1925 bis 1939 war er daneben Vorstandsmitglied der Baltischen Arbeitsgemeinschaft in Berlin und ab 1936 Lehrbeauftragter für osteuropäische Geschichte an der Auslandshochschule in Berlin. 1940 trat er in das Auswärtige Amt ein, das er aber bereits nach zwei Jahren wieder verließ, um sich erneut dem Familienbesitz in Zabłudów zu widmen, der nun zum deutsch besetzten Bezirk Bialystok gehörte.
Nach dem Zweiten Weltkrieg kam Manteuffel-Szoege als Heimatvertriebener nach Bayern. Zunächst war er als Kleinbauer in Niederbayern tätig, verwaltete aber bereits ab 1947 die Herrschaft Pappenheim als Treuhänder. 1950 wurde er Präsident des Hauptamtes für Soforthilfe in Bad Homburg vor der Höhe, das er bis 1953 leitete. Von 1950 bis zu seinem Tod war er auch Vorsitzender der Deutsch-Baltischen Landsmannschaft. Ab 1954 stand er dem Verband der Landsmannschaften vor. Dieser fusionierte 1957 mit dem Bund vertriebener Deutscher zum Bund der Vertriebenen (BdV) als neuer Dachorganisation aller Vertriebenenverbände. In der Übergangszeit von der Gründung bis Ende 1958 war Manteuffel-Szoege neben dem bisherigen BvD-Vorsitzenden Linus Kather Ko-Präsident der Organisation. Von 1960 bis 1961 gehörte er dem Präsidium des BdV an.

## Abgeordneter
Baron Manteuffel-Szoege war Mitglied der CSU und gehörte dem Deutschen Bundestag als direkt gewählter Abgeordneter des Wahlkreises Schwabach von 1953 bis zu seinem Tod an. Hier trat er vor allem als Außenpolitiker in Erscheinung. Er bemühte sich um eine vom Bundestag 1953 beschlossene, dokumentarische Gesamterhebung der deutschen Bevölkerungsverluste in den Vertriebenengebieten. Vergeblich wandte sich Manteuffel-Szoege 1958 gegen eine Aufnahme von diplomatischen Beziehungen zwischen der Bundesrepublik Deutschland und der Volksrepublik Polen, die er ablehnte, solange nicht die Fragen der deutschen Ostgrenzen, der Staatsangehörigkeit der ethnischen Deutschen in Polen und der Eigentumsrechte der Vertriebenen geklärt seien.

## Veröffentlichungen
- Geschichte des polnischen Volkes während seiner Unfreiheit 1772–1914. Duncker & Humblot, Berlin 1950.
- mit Erik Thomson: Schlösser und Herrensitze im Baltikum. Nach alten Stichen (= Burgen, Schlösser und Herrensitze. 7). Weidlich, Frankfurt am Main 1959.

## Sonstiges
In der Dauerausstellung des Ostpreußischen Landesmuseums mit Deutschbaltischer Abteilung ist ein Gemälde, das Baron Manteuffel-Szoege zeigt, ausgestellt.